# Anatopija
Anatopija — privremeno protestno selo u Papenburgu u Nemačkoj. Podignuto je 4. jula 1991. kada je omladina skvotirala ogroman gradilišni prostor (12km dugačak, 3km širok) na kom je kompanija Mercedes planirala izgradnju ceste za testiranje vozila.
Ekološko selo je podignuto da bi zaštitili retke biljne i životinjske vrste od izgradnje auto-puta. Selo je imalo mnoštvo kuća i koliba, podignutih od recikliranih otpadaka društva (plastičnih flaša, automobilskih guma i slično). U njemu su živeli razni ljudi sa raznih krajeva sveta, mnoge životinje i putnici, koji su često navraćali. Selo je promovisalo život u skadu sa prirodom, bez struje, vodovoda i automobila, a stanovnici su obrađivali zemlju i kuvali vegansku hranu zajedno. Pored toga, neprestano su se trudili da privuku pažnju javnosti na njihove antimercedes proteste i otvorili su infošop koji je širio informacije o protestima i dešavanjima. 
Početkom 1994. je naređeno iseljenje Anatopije, a talas akcija uperenih protiv Mercedesa i Zelene partije, koja je prodala zemlju Mercedesu, je zapljusnuo Nemačku. Akcije su uključivale proteste, sabotaže i uništavanje Mercedesove imovine, a ukupna šteta je iznosila preko 200.000 evra. 
7. januara 1995. Anatopija je iseljena. 

## Spoljašnje veze
- Članak o Anatopiji Архивирано на веб-сајту  (25. децембар 2019) (na engleskom)